# خوليو غارسيا إسبينوزا
خوليو غارسيا إسبينوزا هو رسام وكاتب سيناريو ومونتير ومخرج كوبي، ولد في 5 سبتمبر 1926 في هافانا في كوبا، وتوفي بنفس المكان في 13 أبريل 2016.

## وصلات خارجية
- خوليو غارسيا إسبينوزا على موقع IMDb (الإنجليزية)
- خوليو غارسيا إسبينوزا على موقع ألو سيني (الفرنسية)
- خوليو غارسيا إسبينوزا على موقع أول موفي (الإنجليزية)
- خوليو غارسيا إسبينوزا على موقع قاعدة بيانات الأفلام السويدية (السويدية)
- خوليو غارسيا إسبينوزا على موقع قاعدة بيانات الفيلم (الإنجليزية)
- خوليو غارسيا إسبينوزا على موقع كينوبويسك (الروسية)